# Руеда (Вальядолід)
Руеда (ісп. Rueda) — муніципалітет в Іспанії, у складі автономної спільноти Кастилія-і-Леон, у провінції Вальядолід. Населення — 1421 особа (2010).
Муніципалітет розташований на відстані близько 150 км на північний захід від Мадрида, 32 км на південний захід від Вальядоліда.
На території муніципалітету розташовані такі населені пункти: (дані про населення за 2010 рік)
- Фонкастін: 133 особи
- Руеда: 1268 осіб
- Торресілья-дель-Вальє: 16 осіб
- Вілья-Санс: 4 особи

## Демографія
Динаміка населення (INE ):